# PHS-PG900
PHS-PG900は、英華達が開発した、大衆電信のPHS方式及びGSM方式の携帯電話である。
PHSでの日本国ローミングとGSM900でのローミングに対応している。

## 歴史
- 2005年4月22日 電気通信端末機器審査協会による技術基準適合認定の設計認証 （設計認証番号A05-0163001）
- 2005年6月14日 テレコムエンジニアリングセンターによる技術基準適合証明の工事設計認証 （工事設計認証番号001JXAA1096）

## 仕様
- 形状：折りたたみ
- サイズ：幅44.0mm×高さ82.0mm×奥行25.7mm
- 重量：約97g
- 連続通話時間：約600分
- 連続待受時間：約500時間
- 充電時間：約3時間
- ディスプレイ：CSTN液晶
- カラー：65536色
- サブディスプレイ：液晶
- 着信音：16和音

## カラーバリエーション
- 金
- 黒